# Alzou (reka)
Alzou je kratka reka v departmaju Lot v južni Franciji, desni pritok Ouysse. Dolga je 31,4 km. Teče skozi mesti Gramat in Rocamadour ter se dolvodno od Rocamadourja združi z Ouysse, ki je levi pritok Dordogne. Dolini Alzou in Ouysse sta globoka apnenčasta kanjona.
Reka je nekoč poganjala vodni mlin moulin du Saut, katerega ruševine lahko obiščete peš.

## Potek
Alzou izvira v občini Mayrinhac-Lentour na nadmorski višini 330 m (44°49′26″N 01°47′36″E / 44.82389°N 1.79333°E) in na splošno odteka od zahoda proti jugozahodu skozi regionalni naravni park Causses du Quercy. Pod Gramatom doseže kraško območje Causse de Gramat in glede na pretok vode delno pronica v podzemlje. V obliki suhe doline poteka mimo strme pečine Rocamadour in se po skupno približno 31 km izlije v Ouysse (44°47′57″N 01°33′35″E / 44.79917°N 1.55972°E) na nadmorski višini 110 m, kot desni pritok v občini Calès.
Deli doline so registrirani kot zavarovano območje Natura 2000 pod številko FR7300902.
- Notranjost moulin du Saut
- Gospodarsko poslopje pri moulin du Saut
- Pogled na dolino reke Alzou